# Neuraeschna clavulata
Neuraeschna clavulata là loài chuồn chuồn trong họ Aeshnidae. Loài này được Machet mô tả khoa học đầu tiên năm 1990.